# Gai Aurunculeu (ambaixador)
Gai Aurunculeu (en llatí Caius Aurunculeius) va ser un cavaller romà del segle ii aC. Formava part de la gens Auruncúlia, d'origen plebeu.
Va ser un dels tres ambaixadors romans enviats a Àsia l'any 155 aC, per advertir al rei Prúsies II de Bitínia de no fer la guerra al rei Àtal II de Pèrgam.